# Willem I van Dampierre
Willem I van Dampierre (1130-1161) was een zoon van Gwijde I van Dampierre en van Helvida van Baudémont. Hij was gehuwd met Ermengarde van Toucy, een dochter van Itier IV van Toucy, en was de vader van:
- Gwijde II
- Milo
- Isabella (1160-), in 1175 gehuwd met Godfried I van Aspremont (1170-)
- Helvida, gehuwd met Jan I van Montmirail (1167-)
- Odette, gehuwd met Jan II van Thorotte.